# Carsten Hinrichsen
Carsten Hinrichsen (* 4. Juni 1968) ist ein ehemaliger deutscher Fußballspieler. 

## Leben
Hinrichsen spielte beim SC Gut Heil Neumünster sowie beim VfR Neumünster, 1987 wechselte der 1,83 Meter große Mittelfeldspieler zu Holstein Kiel in die Oberliga Nord. In Kiel blieb er bis 1994, in der Saison 1994/95 verstärkte er den TuS Hoisdorf, mit dem der Oberliga-Aufstieg gelang. Hinrichsen wurde 1995 vom Zweitliga-Neuling VfB Lübeck verpflichtet und stand im Laufe des Spieljahres 1995/96 in fünf Zweitliga-Begegnungen auf dem Platz. 1996 verließ er den VfB Lübeck und schloss sich dem Itzehoer SV an.
Zwischen 2000 und 2012 war der beruflich als Werkzeugmacher beschäftigte und den Spitznamen „Hacki“ tragende Hinrichsen als Trainer (teils Spielertrainer) beim MTSV Hohenwestedt tätig. Von 2012 bis 2013 war er Trainer des SV Bokhorst, im Sommer 2013 übernahm er das Traineramt bei der zweiten Mannschaft des VfR Neumünster. 2014 trat er das Traineramt beim FC Reher/Puls an und übte dieses bis zum Ende der Saison 2020/21 aus.